# 6306 Nishimura
6306 Nishimura este un asteroid din centura principală de asteroizi.

## Descriere
6306 Nishimura este un asteroid din centura principală de asteroizi. A fost descoperit pe 30 octombrie 1989 la Dynic de Atsushi Sugie. El prezintă o orbită caracterizată de o semiaxă mare de 2,68 ua, o excentricitate de 0,23 și o înclinație de 14,6° în raport cu ecliptica.